# Parkow
Parkow ist ein Ortsteil der Stadt Bützow im Landkreis Rostock in Mecklenburg-Vorpommern. 

## Geografie und Verkehrsanbindung
Parkow liegt nördlich der Kernstadt Bützow. Unweit östlich verläuft die Landesstraße L 131, westlich die L 14. Südlich erstreckt sich der 98 ha große Bützower See.

## Sehenswürdigkeiten
In der Liste der Baudenkmale in Bützow ist für Parkow ein Baudenkmal aufgeführt:
- ehemaliges Gasthaus mit Saal (Dorfstraße 25)